# فرسان رؤيا يوحنا الأربعة
فرسان رؤيا يوحنا الأربعة هم أربعة فرسان ذكروا في الأصحاح السادس لسفر رؤيا يوحنا في الكتاب المقدس المسيحي. وهم فرسان الصراعات والحرب والمجاعة والموت، مع أن الأخير فقط مذكور بالاسم في السفر.
وفق الفصل السادس من رؤيا يوحنا يتم استدعاء الفرسان عندما يتم فتح أربعة اختام من الأختام السبعة (لتي تتعلق بيوم القيامة). تُفتح هذه الاختام على يدي الشخص الذي يُدعى حمل الله في سفر الرؤيا. يظهر الفرسان واحدًا تلو الآخر, كلٌ منهم يمتطي حصان باللون الأبيض والأحمر والأسود واللون الباهت على التوالي. جميع الفرسان باستثناء الموت يتم تصويرهم على أنهم بشر في المظهر.